# Daniele Montroni
Daniele Montroni (Imola, 27 ottobre 1961) è un politico italiano.

## Biografia
Sposato con un figlio. Dopo la maturità, lavora per tre anni nel settore elettromeccanico; nello stesso periodo inizia la sua esperienza politica nella Federazione del PCI di Imola che termina nel 1991 con il suo passaggio al Partito Democratico della Sinistra, nello stesso anno inizia l'attività lavorativa presso la società Manutencoop Bologna.
Nel 1985 è eletto Consigliere Comunale a Mordano per il PCI, viene rieletto nel 1990. Viene eletto Sindaco nello stesso Comune nel 1995, carica ricoperta fino al 1999. Nel giugno dello stesso anno viene nominato Assessore ad Imola dal sindaco Massimo Marchignoli che gli assegna le deleghe ai Lavori Pubblici, Viabilità e Trasporti, Polizia Municipale, Patrimonio; incarico riconfermato dopo le elezioni del giugno 2004, con deleghe a Qualità Territoriale Urbana, Mobilità, Patrimonio.
Dal settembre 2003 fino ad agosto 2011 è membro del C.d.A. della Società Reti e Mobilità - Agenzia per la mobilità e il trasporto pubblico locale di Bologna.
Dopo le elezioni del 2008, il nuovo sindaco Daniele Manca lo nomina Assessore a Pianificazione Territoriale, Mobilità, Affari Istituzionali, Autodromo, Rapporti con Hera e società partecipate. Il 25 giugno 2009 rassegna le dimissioni da Assessore per diventare presidente del Con.Ami e consigliere in Hera S.p.A, Acantho S.p.A e Hera Comm Marche.

### Elezione a deputato
Alle elezioni politiche del 2013 viene eletto deputato della XVII legislatura della Repubblica Italiana nella circoscrizione XI Emilia-Romagna.